# Пеанија
Пеанија (грч. Παιανία) општина је у Грчкој. По подацима из 2011. године број становника у општини је био 26.668.

## Становништво
| 2011.  |
| ------ |
| 26.668 |